# Parataenia
Parataenia es un género de escarabajos de la familia Buprestidae.

## Especies
- Parataenia aeneonigra Kerremans, 1909
- Parataenia chrysochlora (Palisot de Beauvois, 1805)
- Parataenia fairmairei Kerremans, 1898
- Parataenia fugax Harold, 1878
- Parataenia orbicularis Kerremans, 1892
- Parataenia simplicicollis Kerremans, 1892